# The Electric Light Orchestra (album)
The Electric Light Orchestra is het debuutalbum van de Britse rockgroep Electric Light Orchestra. In de Verenigde Staten kwam het album begin 1972 op de markt als No Answer als gevolg van een verkeerd begrepen telefoonnotitie. Het lukte de leidinggevende van United Artists Records niet om contact te maken met Electric Light Orchestra en schreef in zijn notities "no answer". Hierdoor werd het album foutief No Answer genoemd.

## Nummers
Alle nummers zijn geschreven door Jeff Lynne, behalve waar aangegeven.

| Nr. | Titel                                             | Duur |
| --- | ------------------------------------------------- | ---- |
| 1.  | 10538 overture                                    | 5:32 |
| 2.  | Look at Me Now (Roy Wood)                         | 3:17 |
| 3.  | Nellie Takes Her Bow                              | 5:59 |
| 4.  | The Battle of Marston Moor (July 2nd 1644) (Wood) | 6:03 |

| Nr. | Titel                                   | Duur |
| --- | --------------------------------------- | ---- |
| 1.  | First Movement (Jumping Biz) (Wood)     | 3:00 |
| 2.  | Mr. Radio                               | 5:04 |
| 3.  | Manhattan Rumble (49th Street Massacre) | 4:22 |
| 4.  | Queen of the Hours                      | 3:22 |
| 5.  | Whisper in the Night (Wood)             | 4:50 |

### US 2006 remaster bonustracks
| Nr. | Titel                                       | Duur |
| --- | ------------------------------------------- | ---- |
| 10. | The Battle of Marston Moor (Alternate take) | 1:00 |
| 11. | Nellie Takes Her Bow (Alternate mix)        | 6:02 |
| 12. | Mr. Radio (Take 9)                          | 5:19 |
| 13. | 10538 Overture (Alternate mix)              | 5:46 |

Jeff Lynne
Roy Wood · Bev Bevan · Bill Hunt · Steve Woolam · Rick Price · Richard Tandy · Mike Edwards · Wilfred Gibson · Hugh McDowell · Andy Craig · Colin Walker · Mike de Albuquerque · Mik Kaminski · Louis Clark · Kelly Groucutt · Melvyn Gale · Dave Morgan · Martin Smith · Marc Mann · Matt Bissonette · Gregg Bissonette · Peggy Baldwin · Sarah O'Brien · Rosie Vela